# Nudaurelia staudingeri
Nudaurelia staudingeri is een vlinder uit de familie nachtpauwogen (Saturniidae), onderfamilie Saturniinae.
De wetenschappelijke naam van de soort is, als Bunaea staudingeri, voor het eerst geldig gepubliceerd door Aurivillius in 1893.

## Andere combinaties
- Bunaea staudingeri Aurivillius, 1893
  - Imbrasia staudingeri (Aurivillius, 1893)